# Badische Allgemeine Zeitung
Die Badische Allgemeine Zeitung (AZ) erschien unter verschiedenen Titeln vom 1. August 1949 bis zum 30. Juni 1967. Sie hatte ihr Büro in der Waldstraße 28 in Karlsruhe, wo auch die SPD Karlsruhe ihr Parteibüro unterhielt. Die Zeitung betonte in der Gründungsausgabe ihre politische Unabhängigkeit.

## Geschichte und Benennung
Die Badische Allgemeine Zeitung verstand sich als Nachfolgerin der Zeitung Der Volksfreund, die bis 1933 einen SPD-nahen Abonnentenkreis mit Nachrichten versorgt hatte. Die Zeitung wechselte zwischen 1949 und 1967 mehrfach ihren Namen, es handelt sich aber um eine fortlaufende Zeitung, kenntlich am durchgängigen Kürzel „AZ“. Von 1949 bis 1951 lautete der Titel Badische Abendzeitung, gefolgt von Badische Allgemeine Zeitung bis 1959 und ab 1960 bis 1966 als Allgemeine Zeitung für Karlsruhe und Mittelbaden. Zuletzt noch von 1966 bis zur endgültigen Einstellung 1967 Südwestdeutsche Allgemeine Zeitung.
In der Werbeausgabe vom 23. Juli 1949 beklagten die Herausgeber die bestehenden Monopole im Zeitungsmarkt, entstanden durch Lizenzvergabe und Papierzuteilungen der Besatzungsmächte.

„Die ‚AZ‘ soll eine Zeitung des ‚kleinen Mannes‘ sein. Seine besonderen Interessen auf sozialem, wirtschaftlichem und kulturellem Gebiet sollen in unseren Spalten vertreten werden.“

Die Zeitung positionierte sich für eine Vereinigung des deutschen Südwestens ohne Rücksicht auf Zonengrenzen zum Südweststaat.
Die letzte Ausgabe erschien am 30. Juni 1967. In der Abschiedsmeldung beklagte die Redaktion, dass die Zeitungspolitik der Besatzungsmächte den nach Kriegsende gegründeten Lizenzzeitungen, wie den Badischen Neuesten Nachrichten, einen uneinholbaren Vorsprung verschafft habe. Die mangelnde Rentabilität machte eine Einstellung der AZ ununumgänglich.